# 24 Ore di Le Mans 1984
La 24 Ore di Le Mans 1984 fu la cinquantaduesima edizione del "Grand Prix de Endurance", ed ebbe luogo tra il 16 e il 17 giugno 1984.  La corsa fu valida anche come terzo round del Campionato del mondo sportprototipi.
Il team ufficiale Porsche boicottò questa edizione per disaccordi con l'Automobile Club de l'Ouest (ACO) a riguardo dei regolamenti sui consumi, impedendo quindi a vari plurivincitori come Jacky Ickx e Derek Bell di partecipare alla gara per la prima volta in molti anni. Porsche stabilì in origine che i propri piloti non potessero partecipare alla gara correndo per altri team, cambiando idea solo nelle ultime settimane.
Così solo il vincitore del 1983, Vern Schuppan, fu l'unico pilota della squadra ufficiale a correre quest'anno, passando al Team Kremer per guidare una Porsche 956B da dividere con il campione del mondo 1980 di Formula 1 Alan Jones e l'esperto pilota francese Jean-Pierre Jarier. Fu un anno con una forte partecipazione di piloti australiani. Oltre a Schuppan e Jones parteciparono anche Peter Brock e Larry Perkins su una 956 fornita dal John Fitzpatrick Racing, Rusty French nella seconda Kremer Porsche 956, Allan Grice su 956 del "Charles Ivey Racing", e Neil Crang su una Tiga GC84 della Spice Engineering.
Ma soprattutto questa gara segnò il ritorno di una vettura ufficiale della Jaguar assente dall'edizione del 1959 grazie alla partecipazione delle vetture "XJR 5", iscritte dal pilota-manager americano Bob Tullius e il suo team "Group 44". 
La Joest Racing  iscrisse privatamente la "956" guidata dal francese Henri Pescarolo e il tedesco Klaus Ludwig che vinse la gara. Per Pescarolo fu la quarta ed ultima vittoria a Le Mans, mentre per Ludwig fu la seconda dopo quella del 1979. 
Partiti in terza posizione sulla griglia, si ritrovarono al 30º posto dopo essersi fermati due volte nei primi 5 giri per un piccolo problema all'impianto del carburante, dopodiché iniziarono una furiosa rimonta sino alla vittoria.
La gara venne ancora una volta dominata dalle Porsche 956. L'unica vettura diversa tra i primi nove fu la Lancia LC2 di Bob Wollek e Alessandro Nannini, ottavi, dopo che Wollek aveva conquistato la pole-position con il tempo di 3:17.11 (248.873 km/h), ben 11 secondi più veloce di Ludwig con la migliore Porsche, mentre Nannini ottenne il giro più veloce in gara con 3:28.90
La gara fu funestata dalla morte di un commissario di percorso, Jacky Loiseau (42 anni) ucciso dall'uscita di pista del pilota inglese John Sheldon con la sua Nimrod-Aston Martin che coinvolse anche la vettura gemella guidata da Drake Olson, che colpì alcuni dei relitti della vettura di Sheldon nel frattempo incendiatasi. Un altro commissario, Andre-Guy Lefebvre (48 anni), sopravvisse malgrado le gravi ferite. Sheldon subì gravi ustioni, mentre Olson rimase illeso. 
L'impatto contro il guardrail della vettura di Sheldon fu così violento da provocare l'incendio di alcuni alberi in prossimità della pista. La corsa non venne sospesa immediatamente, solo la sezione di pista venne posta sotto "cautela" con l'uso delle bandiere gialle. Successivamente, per permettere soccorsi e pulizia, vennero inviate in pista ben 4 pace car

## Classifica finale

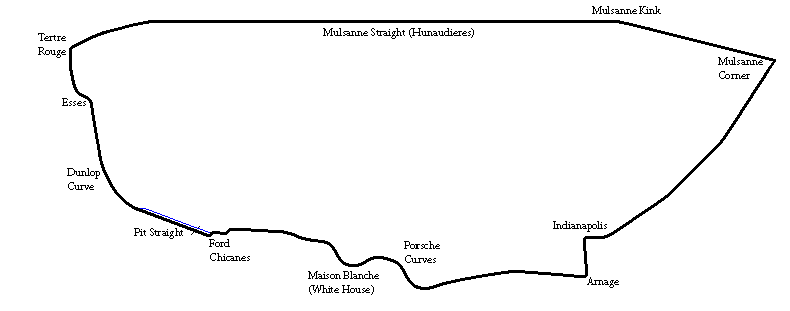
Le Mans in 1984

| Pos     | Classe   | No  | Squadra                                           | Piloti                                                               | Vettura                               | Gomme | Giri |
| Pos     | Classe   | No  | Squadra                                           | Piloti                                                               | Motore                                | Gomme | Giri |
| ------- | -------- | --- | ------------------------------------------------- | -------------------------------------------------------------------- | ------------------------------------- | ----- | ---- |
| 1       | C1       | 7   | New-Man Joest Racing                              | Henri Pescarolo Klaus Ludwig                                         | Porsche 956B                          | D     | 360  |
| 1       | C1       | 7   | New-Man Joest Racing                              | Henri Pescarolo Klaus Ludwig                                         | Porsche Type-935 2.6 L Turbo Flat-6   | D     | 360  |
| 2       | C1       | 26  | Preston Henn T-Bird Swap Shop                     | Jean Rondeau John Paul Jr.                                           | Porsche 956                           | G     | 358  |
| 2       | C1       | 26  | Preston Henn T-Bird Swap Shop                     | Jean Rondeau John Paul Jr.                                           | Porsche Type-935 2.6 L Turbo Flat-6   | G     | 358  |
| 3       | C1       | 33  | John Fitzpatrick Racing                           | David Hobbs Philippe Streiff Sarel van der Merwe                     | Porsche 956B                          | Y     | 351  |
| 3       | C1       | 33  | John Fitzpatrick Racing                           | David Hobbs Philippe Streiff Sarel van der Merwe                     | Porsche Type-935 2.6 L Turbo Flat-6   | Y     | 351  |
| 4       | C1       | 9   | Brun Motorsport                                   | Walter Brun Leopold von Bayern Bob Akin                              | Porsche 956B                          | D     | 340  |
| 4       | C1       | 9   | Brun Motorsport                                   | Walter Brun Leopold von Bayern Bob Akin                              | Porsche Type-935 2.6 L Turbo Flat-6   | D     | 340  |
| 5       | C1       | 12  | New-Man Joest Racing Schornstein Racing Team      | Volkert Merl Dieter Schornstein "John Winter"                        | Porsche 956                           | D     | 340  |
| 5       | C1       | 12  | New-Man Joest Racing Schornstein Racing Team      | Volkert Merl Dieter Schornstein "John Winter"                        | Porsche Type-935 2.6 L Turbo Flat-6   | D     | 340  |
| 6       | C1       | 11  | Porsche Kremer Racing                             | Vern Schuppan Alan Jones (pilota automobilistico) Jean-Pierre Jarier | Porsche 956B                          | D     | 337  |
| 6       | C1       | 11  | Porsche Kremer Racing                             | Vern Schuppan Alan Jones (pilota automobilistico) Jean-Pierre Jarier | Porsche Type-935 2.6 L Turbo Flat-6   | D     | 337  |
| 7       | C1       | 20  | Brun Motorsport                                   | Massimo Sigala Oscar Larrauri Joël Gouhier                           | Porsche 956                           | D     | 335  |
| 7       | C1       | 20  | Brun Motorsport                                   | Massimo Sigala Oscar Larrauri Joël Gouhier                           | Porsche Type-935 2.6 L Turbo Flat-6   | D     | 335  |
| 8       | C1       | 4   | Martini Racing                                    | Bob Wollek Alessandro Nannini                                        | Lancia LC2                            | D     | 326  |
| 8       | C1       | 4   | Martini Racing                                    | Bob Wollek Alessandro Nannini                                        | Ferrari 308C 3.0 L Turbo V8           | D     | 326  |
| 9       | C1       | 17  | Porsche Kremer Racing                             | Tiff Needell David Sutherland Rusty French                           | Porsche 956                           | D     | 321  |
| 9       | C1       | 17  | Porsche Kremer Racing                             | Tiff Needell David Sutherland Rusty French                           | Porsche Type-935 2.6L Turbo Flat-6    | D     | 321  |
| 10      | C2       | 68  | B.F. Goodrich                                     | John O'Steen John Morton Yoshimi Katayama                            | Lola T616                             | BF    | 320  |
| 10      | C2       | 68  | B.F. Goodrich                                     | John O'Steen John Morton Yoshimi Katayama                            | Mazda 13B 1.3 L 2-Rotor               | BF    | 320  |
| 11      | C2       | 93  | Jean-Philippe Grand Graff Racing                  | Jean-Philippe Grand Jean-Paul Libert Pascal Witmeur                  | Rondeau M379                          | A     | 310  |
| 11      | C2       | 93  | Jean-Philippe Grand Graff Racing                  | Jean-Philippe Grand Jean-Paul Libert Pascal Witmeur                  | Ford Cosworth DFL 3.0 L V8            | A     | 310  |
| 12      | C2       | 67  | B.F. Goodrich                                     | Jim Busby Boy Hayje Rick Knoop                                       | Lola T616                             | BF    | 295  |
| 12      | C2       | 67  | B.F. Goodrich                                     | Jim Busby Boy Hayje Rick Knoop                                       | Mazda 13B 1.3 L 2-Rotor               | BF    | 295  |
| 13      | C1       | 37  | McCormack and Dodge                               | Jim Mullen Walt Bohren Alain Ferté                                   | Rondeau M482                          | G     | 293  |
| 13      | C1       | 37  | McCormack and Dodge                               | Jim Mullen Walt Bohren Alain Ferté                                   | Ford Cosworth DFL 3.3 L V8            | G     | 293  |
| 14      | B        | 109 | Helmut Gall                                       | Philippe Dagoreau Jean-François Yvon Pierre de Thoisy                | BMW M1                                | D     | 292  |
| 14      | B        | 109 | Helmut Gall                                       | Philippe Dagoreau Jean-François Yvon Pierre de Thoisy                | BMW M88/1 3.5 L I6                    | D     | 292  |
| 15      | C2       | 87  | Mazdaspeed Co. Ltd.                               | David Kennedy Jean-Michel Martin Philippe Martin                     | Mazda 727C                            | D     | 291  |
| 15      | C2       | 87  | Mazdaspeed Co. Ltd.                               | David Kennedy Jean-Michel Martin Philippe Martin                     | Mazda 13B 1.3 L 2-Rotor               | D     | 291  |
| 16      | B        | 106 | Claude Haldi                                      | Claude Haldi Altfrid Heger Jean Krucker                              | Porsche 930                           | M     | 285  |
| 16      | B        | 106 | Claude Haldi                                      | Claude Haldi Altfrid Heger Jean Krucker                              | Porsche 3.3 L Turbo Flat-6            | M     | 285  |
| 17      | IMSA GTO | 122 | Raymond Touroul                                   | Raymond Touroul Valentin Bertapelle Thierry Perrier                  | Porsche 911 SC                        | M     | 283  |
| 17      | IMSA GTO | 122 | Raymond Touroul                                   | Raymond Touroul Valentin Bertapelle Thierry Perrier                  | Porsche 3.0 L Flat-6                  | M     | 283  |
| 18      | IMSA GTO | 123 | Equipe Alméras Fréres                             | Jean-Marie Alméras Jacques Alméras Tom Winters                       | Porsche 930                           | M     | 268  |
| 18      | IMSA GTO | 123 | Equipe Alméras Fréres                             | Jean-Marie Alméras Jacques Alméras Tom Winters                       | Porsche 3.3 L Turbo Flat-6            | M     | 268  |
| 19      | C2       | 81  | Jolly Club                                        | Almo Coppelli Davide Pavia Guido Daccò                               | Alba AR2                              | A     | 262  |
| 19      | C2       | 81  | Jolly Club                                        | Almo Coppelli Davide Pavia Guido Daccò                               | Giannini Carma FF 2.0 L Turbo I4      | A     | 262  |
| 20      | C2       | 86  | Mazdaspeed Co. Ltd.                               | Pierre Dieudonné Takashi Yorino Yojiro Terada                        | Mazda 727C                            | D     | 261  |
| 20      | C2       | 86  | Mazdaspeed Co. Ltd.                               | Pierre Dieudonné Takashi Yorino Yojiro Terada                        | Mazda 13B 1.3 L 2-Rotor               | D     | 261  |
| 21      | C2       | 80  | Jolly Club                                        | Martino Finotto Carlo Facetti Marco Vanoli                           | Alba AR2                              | A     | 258  |
| 21      | C2       | 80  | Jolly Club                                        | Martino Finotto Carlo Facetti Marco Vanoli                           | Giannini Carma FF 2.0 L Turbo I4      | A     | 258  |
| 22      | B        | 107 | Raymond Boutinaud                                 | Raymond Boutinaud Philippe Renault Giles Guinand                     | Porsche 928S                          | ?     | 255  |
| 22      | B        | 107 | Raymond Boutinaud                                 | Raymond Boutinaud Philippe Renault Giles Guinand                     | Porsche 4.7 L V8                      | ?     | 255  |
| 23 DNF  | IMSA GTP | 44  | Jaguar Group 44                                   | Brian Redman Doc Bundy Bob Tullius                                   | Jaguar XJR-5                          | G     | 291  |
| 23 DNF  | IMSA GTP | 44  | Jaguar Group 44                                   | Brian Redman Doc Bundy Bob Tullius                                   | Jaguar 6.0 L V12                      | G     | 291  |
| 24 DNF  | C1       | 5   | Martini Racing                                    | Paolo Barilla Hans Heyer Mauro Baldi                                 | Lancia LC2                            | D     | 275  |
| 24 DNF  | C1       | 5   | Martini Racing                                    | Paolo Barilla Hans Heyer Mauro Baldi                                 | Ferrari 308C 3.0 L Turbo V8           | D     | 275  |
| 25 DNF  | C1       | 21  | Charles Ivey Racing                               | Alain de Cadenet Allan Grice Chris Craft                             | Porsche 956                           | D     | 274  |
| 25 DNF  | C1       | 21  | Charles Ivey Racing                               | Alain de Cadenet Allan Grice Chris Craft                             | Porsche Type-935 2.6 L Turbo Flat-6   | D     | 274  |
| 26 DNF  | IMSA GTP | 61  | Preston Tenn-T-Bird Swap Shop                     | Michel Ferté Edgar Dören Preston Henn                                | Porsche 962                           | G     | 247  |
| 26 DNF  | IMSA GTP | 61  | Preston Tenn-T-Bird Swap Shop                     | Michel Ferté Edgar Dören Preston Henn                                | Porsche Type-935 2.9 L Turbo Flat-6   | G     | 247  |
| 27 DNF  | C1       | 14  | GTi Engineering                                   | Jan Lammers Jonathan Palmer                                          | Porsche 956                           | D     | 239  |
| 27 DNF  | C1       | 14  | GTi Engineering                                   | Jan Lammers Jonathan Palmer                                          | Porsche Type-935 2.6 L Turbo Flat-6   | D     | 239  |
| 28 DNF  | IMSA GTP | 40  | Jaguar Group 44                                   | Tony Adamowicz John Watson Claude Ballot-Léna                        | Jaguar XJR-5                          | G     | 212  |
| 28 DNF  | IMSA GTP | 40  | Jaguar Group 44                                   | Tony Adamowicz John Watson Claude Ballot-Léna                        | Jaguar 6.0 L V12                      | G     | 212  |
| 29 DNF  | C1       | 8   | New-Man Joest Racing                              | Stefan Johansson Jean-Louis Schlesser Mauricio de Narváez            | Porsche 956                           | D     | 170  |
| 29 DNF  | C1       | 8   | New-Man Joest Racing                              | Stefan Johansson Jean-Louis Schlesser Mauricio de Narváez            | Porsche Type-935 2.6 L Turbo Flat-6   | D     | 170  |
| 30 DNF  | C1       | 38  | Dorset Racing Associates                          | Nick Faure Mark Galvin Richard Jones                                 | Dome RC82                             | D     | 156  |
| 30 DNF  | C1       | 38  | Dorset Racing Associates                          | Nick Faure Mark Galvin Richard Jones                                 | Ford Cosworth DFL 3.3 L V8            | D     | 156  |
| 31 DNF  | C1       | 50  | Primagaz                                          | Pierre Yver Bernard de Dryver Pierre-François Rousselot              | Rondeau M382                          | M     | 155  |
| 31 DNF  | C1       | 50  | Primagaz                                          | Pierre Yver Bernard de Dryver Pierre-François Rousselot              | Ford Cosworth DFL 3.0 L V8            | M     | 155  |
| 32 DNF  | C1       | 13  | Primagaz                                          | Yves Courage Michel Dubois John Jellinek                             | Cougar C02                            | M     | 153  |
| 32 DNF  | C1       | 13  | Primagaz                                          | Yves Courage Michel Dubois John Jellinek                             | Ford Cosworth DFL 3.3 L V8            | M     | 153  |
| 33 DNF  | C1       | 47  | Obermaier Racing GmbH                             | Jürgen Lässig George Fouché John Graham                              | Porsche 956                           | D     | 147  |
| 33 DNF  | C1       | 47  | Obermaier Racing GmbH                             | Jürgen Lässig George Fouché John Graham                              | Porsche Type-935 2.6 L Turbo Flat-6   | D     | 147  |
| 34 DNF  | IMSA GTO | 121 | Charles Ivey Racing                               | David Ovey Paul Smith Margie Smith-Haas                              | Porsche 930                           | A     | 146  |
| 34 DNF  | IMSA GTO | 121 | Charles Ivey Racing                               | David Ovey Paul Smith Margie Smith-Haas                              | Porsche 3.3L Turbo Flat-6             | A     | 146  |
| 35 DNF  | C1       | 34  | Team Australia John Fitzpatrick Racing            | Peter Brock Larry Perkins                                            | Porsche 956                           | D     | 145  |
| 35 DNF  | C1       | 34  | Team Australia John Fitzpatrick Racing            | Peter Brock Larry Perkins                                            | Porsche Type-935 2.6 L Turbo Flat-6   | D     | 145  |
| 36 DSQ† | C1       | 16  | GTi Engineering                                   | Richard Lloyd Nick Mason René Metge                                  | Porsche 956                           | D     | 139  |
| 36 DSQ† | C1       | 16  | GTi Engineering                                   | Richard Lloyd Nick Mason René Metge                                  | Porsche Type-935 2.6 L Turbo Flat-6   | D     | 139  |
| 37 DNF  | C1       | 23  | WM Secateva                                       | Roger Dorchy Alain Couderc Gerard Patté                              | WM P83B                               | M     | 122  |
| 37 DNF  | C1       | 23  | WM Secateva                                       | Roger Dorchy Alain Couderc Gerard Patté                              | Peugeot PRV 2.8 L Turbo V6            | M     | 122  |
| 38 DNF  | C1       | 6   | BP Résidences Malardeau Scuderia Jolly Club       | Pierluigi Martini Xavier Lapeyre Beppe Gabbiani                      | Lancia LC2                            | D     | 117  |
| 38 DNF  | C1       | 6   | BP Résidences Malardeau Scuderia Jolly Club       | Pierluigi Martini Xavier Lapeyre Beppe Gabbiani                      | Ferrari 308C 3.0 L Turbo V8           | D     | 117  |
| 39 DNF  | B        | 101 | Jens Winther Team Castrol                         | Jens Winther David Mercer Lars-Viggo Jensen                          | BMW M1                                | A     | 96   |
| 39 DNF  | B        | 101 | Jens Winther Team Castrol                         | Jens Winther David Mercer Lars-Viggo Jensen                          | BMW M88/1 3.5 L I6                    | A     | 96   |
| 40 DNF  | IMSA GTP | 62  | Pegasus Racing Ltd.                               | Ken Marsden Jr. Marion L. Speer Wayne Pickering                      | March 84G                             | G     | 95   |
| 40 DNF  | IMSA GTP | 62  | Pegasus Racing Ltd.                               | Ken Marsden Jr. Marion L. Speer Wayne Pickering                      | Buick 3.3 L Turbo V6                  | G     | 95   |
| 41 DNF  | C1       | 31  | Viscount Downe Aston Martin                       | Ray Mallock Drake Olson                                              | Nimrod NRA/C2B                        | A     | 94   |
| 41 DNF  | C1       | 31  | Viscount Downe Aston Martin                       | Ray Mallock Drake Olson                                              | Aston Martin-Tickford DP1229 5.3 L V8 | A     | 94   |
| 42 DNF  | C1       | 32  | Viscount Downe Aston Martin                       | John Sheldon Mike Salmon Richard Attwood                             | Nimrod NRA/C2B                        | A     | 92   |
| 42 DNF  | C1       | 32  | Viscount Downe Aston Martin                       | John Sheldon Mike Salmon Richard Attwood                             | Aston Martin-Tickford DP1229 5.3 L V8 | A     | 92   |
| 43 DNF  | C1       | 24  | WM Secateva                                       | Michel Pignard Jean-Daniel Raulet Pascal Pessiot                     | WM P83B                               | M     | 74   |
| 43 DNF  | C1       | 24  | WM Secateva                                       | Michel Pignard Jean-Daniel Raulet Pascal Pessiot                     | Peugeot PRV 2.8 L Turbo V6            | M     | 74   |
| 44 DNF  | C1       | 55  | Skoal Bandit Porsche Team John Fitzpatrick Racing | Rupert Keegan Guy Edwards Roberto Moreno                             | Porsche 956                           | Y     | 72   |
| 44 DNF  | C1       | 55  | Skoal Bandit Porsche Team John Fitzpatrick Racing | Rupert Keegan Guy Edwards Roberto Moreno                             | Porsche Type-935 2.6 L Turbo Flat-6   | Y     | 72   |
| 45 DNF  | B        | 114 | Michel Lateste                                    | Michel Lateste Michel Bienvault "Ségolen"                            | Porsche 930                           | ?     | 70   |
| 45 DNF  | B        | 114 | Michel Lateste                                    | Michel Lateste Michel Bienvault "Ségolen"                            | Porsche 3.3 L Turbo Flat-6            | ?     | 70   |
| 46 DNF  | C2       | 70  | Spice-Tiga Racing                                 | Gordon Spice Ray Bellm Neil Crang                                    | Tiga GC84                             | A     | 69   |
| 46 DNF  | C2       | 70  | Spice-Tiga Racing                                 | Gordon Spice Ray Bellm Neil Crang                                    | Ford Cosworth DFL 3.3 L V8            | A     | 69   |
| 47 DNF  | IMSA GTX | 27  | Scuderia Bellancauto                              | Roberto Marazzi Maurizio Micangeli Dominique Lacaud                  | Ferrari 512BB/LM                      | D     | 65   |
| 47 DNF  | IMSA GTX | 27  | Scuderia Bellancauto                              | Roberto Marazzi Maurizio Micangeli Dominique Lacaud                  | Ferrari 5.0 L Flat-12                 | D     | 65   |
| 48 DNF  | C2       | 48  | John Bartlett Racing                              | François Migault Steve Kempton François Sérvanin                     | Lola T610                             | D     | 52   |
| 48 DNF  | C2       | 48  | John Bartlett Racing                              | François Migault Steve Kempton François Sérvanin                     | Ford Cosworth DFL 3.3 L V8            | D     | 52   |
| 49 DNF  | C1       | 45  | Christian Bussi                                   | Christian Bussi Jack Griffin Bruno Ilien                             | Rondeau M382                          | D     | 49   |
| 49 DNF  | C1       | 45  | Christian Bussi                                   | Christian Bussi Jack Griffin Bruno Ilien                             | Ford Cosworth DFL 3.3 L V8            | D     | 49   |
| 50 DNF  | C2       | 79  | A.D.A. Engineering                                | Ian Harrower Bob Wolff Glen Smith                                    | ADA 01                                | A     | 42   |
| 50 DNF  | C2       | 79  | A.D.A. Engineering                                | Ian Harrower Bob Wolff Glen Smith                                    | Ford Cosworth DFL 3.3 L V8            | A     | 42   |
| 51 DNF  | C2       | 85  | Hubert Striebig                                   | Hubert Striebig Jacques Heuclin Noël del Bello                       | Sthemo SM C2                          | ?     | 41   |
| 51 DNF  | C2       | 85  | Hubert Striebig                                   | Hubert Striebig Jacques Heuclin Noël del Bello                       | BMW M88/1 3.5 L I6                    | ?     | 41   |
| 52 DNF  | C2       | 77  | Ecurie Ecosse                                     | Mike Wilds David Duffield David Leslie                               | Ecosse C284                           | A     | 36   |
| 52 DNF  | C2       | 77  | Ecurie Ecosse                                     | Mike Wilds David Duffield David Leslie                               | Ford Cosworth DFL 3.0 L V8            | A     | 36   |
| 53 DNF  | C1       | 25  | C.A.M.S. Charles Ivey Racing                      | Dudley Wood John Cooper Barry Robinson                               | Grid S2                               | A     | 10   |
| 53 DNF  | C1       | 25  | C.A.M.S. Charles Ivey Racing                      | Dudley Wood John Cooper Barry Robinson                               | Porsche Type-935 2.9 L Turbo Flat-6   | A     | 10   |
| DNS     | C1       | 39  | Uchida Dome Racing Team                           | Eje Elgh Stanley Dickens                                             | Dome RC83                             | D     | -    |
| DNS     | C1       | 39  | Uchida Dome Racing Team                           | Eje Elgh Stanley Dickens                                             | Ford Cosworth DFL 4.0 L V8            | D     | -    |
| DNS     | C2       | 99  | J.Q.F. Engineering Ltd.                           | Roy Baker Jeremy Rossiter François Duret                             | Tiga GC84                             | A     | -    |
| DNS     | C2       | 99  | J.Q.F. Engineering Ltd.                           | Roy Baker Jeremy Rossiter François Duret                             | Ford Cosworth BDT 1.8 L Turbo I4      | A     | -    |

† - La Porsche n. #16 della GTi Engineering fu squalificata per aver ricevuto assistenza tecnica quando era ancora in pista e fuori dai box

## Statistiche
- Pole Position - Bob Wollek, #4 Martini Lancia - 3:17.11
- Giro più veloce - Alessandro Nannini, #4 Martini Lancia - 3:28.90
- Distanza - 4900.276 km
- Velocità media - 204.178 km/h